# 馮亭
馮亭（？—前260年），戰國時期韓國地方官員，繼靳黈之後擔任韓國的上黨郡守，後降趙，封為華陽君。

## 簡介
前262年，秦國武安君白起伐韓，取得野王。韓國被一分為二，上黨成為韓國本土的飛地。韓國派陽城君到秦國謝罪，割上黨之地請和。另一方面，派遣韓陽，通知上黨郡守靳黈撤離上黨，靳黈不肯，韓桓惠王派馮亭接替他的位置。
馮亭到達上黨一個月後，與其吏民謀說：「上黨與韓都新鄭聯絡的道路已經中斷了，秦國的軍隊日日逼進，韓國不能應付，不如將上黨送歸趙國。趙國接受了我等，秦國一定會進攻趙國；趙國被秦國攻擊，必定會親近韓國。韓、趙兩國聯手，一定可以抵擋秦國。」於是派遺使者到趙國，對趙孝成王請求說：「我韓國不能守上黨，而且已經決定割給秦國，但是當地百姓皆不樂意接受秦國統治，而是甘願作趙國子民。現在上黨有城池十七座，願意全意奉獻給大王。」趙王大悅，告訴給趙豹，趙豹說：「臣聽說，『聖人認為，無故而受祿，必定會招來禍害。』」趙王說：「人民仰慕寡人的千秋大德，何謂無緣而受祿呢？」趙豹回答：「秦國蠶食韓國土地，故意切斷上黨和韓國的聯絡，固然自以為如此就能坐取上黨。韓國之所以獻上黨，是企圖轉嫁戰禍給趙國。秦國蒙受疲勞，而趙國坐享其利。強秦不能從弱韓得上黨，如此弱小的我國又如何能從強秦得到上黨，如何不能說是意外之獲呢？不如不要接受。」趙王將此事告訴給平原君趙勝，趙勝請求接受。趙王就派遺趙勝前往接收上黨。
趙國封馮亭為華陽君，給予食邑三萬戶，封馮亭所轄之縣令為侯，給予一千戶，官吏都加爵三級，吏民能相安，皆賜之六金。馮亭一聽垂涕不見趙國使者，曰：「吾不處三不義也：爲主守地，不能死固，不義一矣；入之秦，不聽主令，不義二矣；賣主地而食之，不義三矣。」
長平之戰時，馮亭與趙國大將趙括抗拒秦國軍隊，戰死。

## 後人
馮亭戰死後，宗族分散，或留潞（上黨），或在趙。
- 馮去疾 秦右丞相
- 馮劫 秦御史大夫、大將軍
- 馮毋擇 秦將、漢將
- 馮奉世 漢將
- 馮媛 漢元帝昭儀、漢平帝祖母[2]

趙地系
- 馮唐 (漢朝) 漢將，父為代相（鉅鹿年代），祖父為趙國一軍官（李牧年代）[3]。